# شانزدهمین جشنواره فیلم یوکوهاما
شانزدهمین جشنواره فیلم یوکوهاما (به ژاپنی: 第16回ヨコハマ映画祭) شانزدهمین دورهٔ جشنواره فیلم یوکوهاما است که در تاریخ ۲۲ ژانویه ۱۹۹۵ میلادی در شهر یوکوهاما، استان کاناگاوا کشور ژاپن برگزار شد.

## جوایز
- بهترین فیلم: Tokarefu[۲]
- Best Film Score: شیگرو اومبایاشی – Tokarefu, Izakaya yurei
- بهترین بازیگر نقش اول مرد: ایجی اوکودا – Bo no kanashimi
- بهترین بازیگر نقش اول زن: ساکی تاکائوکا – Chushingura gaiden yotsuya kaidan
- بهترین بازیگر نقش مکمل مرد: کویچی ساتو – Tokarefu
- بهترین بازیگر نقش مکمل زن: شیگرو موروئی – Izakaya yurei
- بهترین کارگردان: جونجی ساکاموتو – Tokarefu
- بهترین کارگردان جدید: Takeshi Watanabe – Kyouju Luger P08
- بهترین فیلمنامه: Yōzō Tanaka – Izakaya yurei, Natsu no niwa
- بهترین فیلمبرداری: Norimichi Kasamatsu – Yoru ga mata kuru, Tenshi no harawata: Akai senkō, Enjeru dasuto
- Best New Talent:
  - Shunsuke Matsuoka – 800 Two Lap Runners
  - هیناکو سااکی – Mainichi ga natsuyasumi
  - یوئی ناتسوکاوا – Yoru ga mata kuru
- جایزهٔ ویژه: آزوما موریساکی